# الكلاسيكو الكندي
الكلاسيكو الكندي، أو كما يعرف بمعركة ألبرتا، هي منافسة لكرة القدم بين نادي كافالري ونادي إدمونتون. تم اقتراح الاسم من قِبل المؤيدين، وهو مستوحى من منافسة الكلاسيكو بين ريال مدريد ونادي برشلونة. يتم منح كأس وايلدروز سنويًا للفريق الذي يفوز بأكبر عدد من النقاط في سلسلة مباريات الدوري.

## التاريخ
لعبت المباراة الأولى من الكلاسيكو الكندي في عام 2018، عندما لعب نادي إدمونتون ضد منافسه الإقليمي نادي كالياري فوتهيلز في مباراتين وديتين في إطار الاستعداد لموسمه القادم. تم استخدام المباريات أيضًا لاهتمام نادي إدمونتون للانضمام إلى الدوري الكندي الممتاز.
في مايو ويونيو على التوالي، تم الإعلان عن انضمام نادي كافالري، ومقره كاياري، ونادي إدمونتون إلى الدوري الكندي الممتاز، حيث ستستمر المنافسة. استعدادًا للموسم، أعلن نادي كافالري أنهم سيستضيفون مباراة ضد نادي إدمونتون في 29 سبتمبر، وتليها مباراة يوم 20 أكتوبر في ملعب كلارك في إدمونتون.
في 11 سبتمبر 2019، انتزع نادي كافالري أول بطولة كأس وايلدروز بفوزه 1-0 على نادي إدمونتون.

## المواجهات
فوز نادي كافالري   التعادل   فوز نادي إدمونتون
| الموسم                     | التاريخ         | المضيف        | النتيجة | الضيف         | الملعب                         | الحضور | م      |
| -------------------------- | --------------- | ------------- | ------- | ------------- | ------------------------------ | ------ | ------ |
| الدوري الكندي الممتاز 2019 | مايو 18, 2019   | نادي كافالري  | 1 – 0   | نادي إدمونتون | ملعب أتكو فيلد، فولهيلز كانتري | 4.000  | [ 10 ] |
| الدوري الكندي الممتاز 2019 | يونيو 15, 2019  | نادي إدمونتون | 0 – 3   | نادي كافالري  | ملعب كلارك، إدمونتون           | 3.256  | [ 10 ] |
| الدوري الكندي الممتاز 2019 | أغسطس 16, 2019  | نادي كافالري  | 0 – 0   | نادي إدمونتون | ملعب أتكو فيلد                 | 3.650  | [ 10 ] |
| الدوري الكندي الممتاز 2019 | سبتمبر 11, 2019 | نادي إدمونتون | 0 – 1   | نادي كافالري  | ملعب كلارك، إدمونتون           | 2.790  | [ 10 ] |
| الدوري الكندي الممتاز 2019 | أكتوبر 19, 2019 | نادي كافالري  | 3 – 1   | نادي إدمونتون | ملعب أتكو فيلد                 | 3.492  | [ 10 ] |

## الإحصائيات

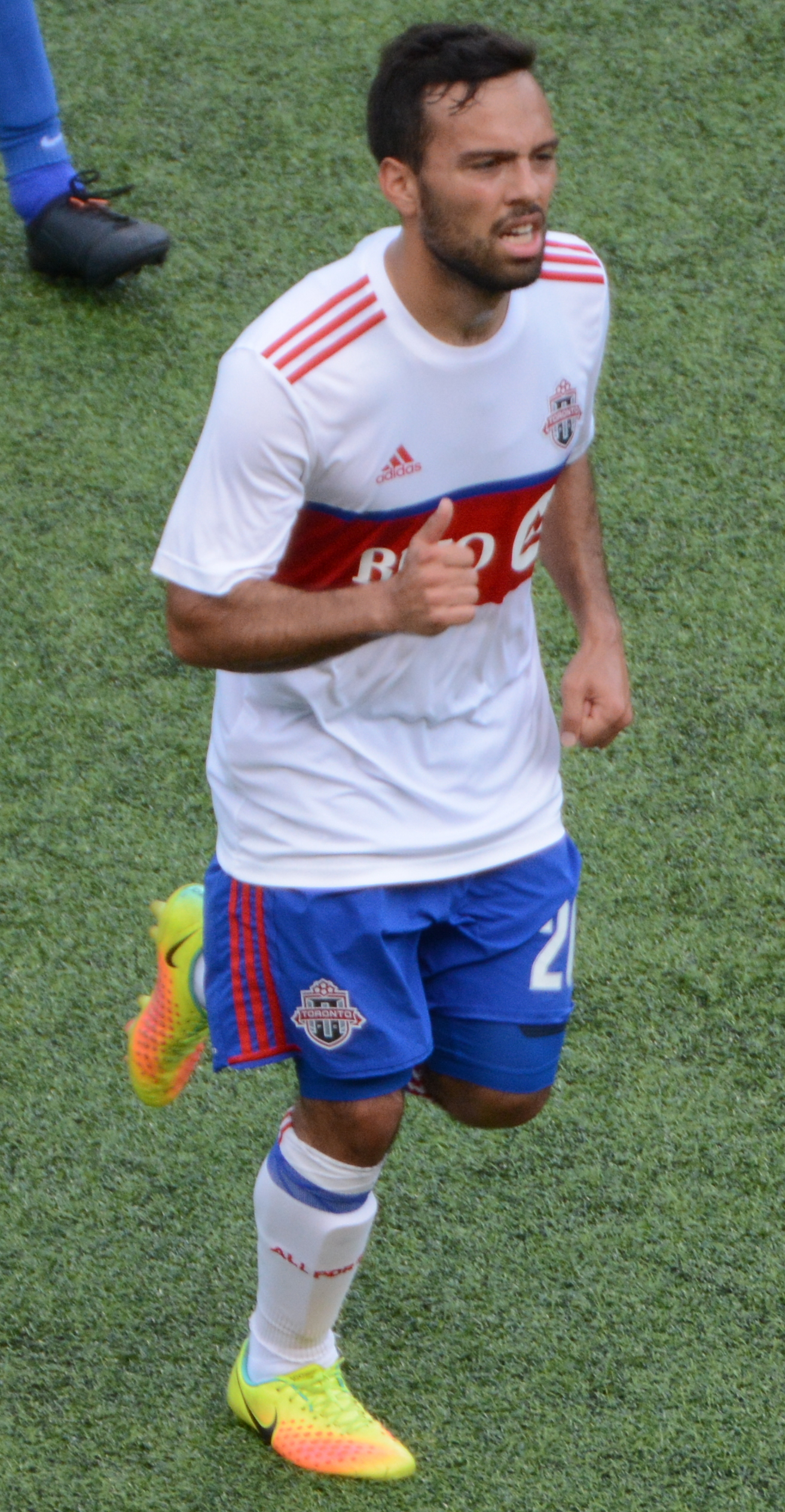
سيرجيو كامارغو هداف الكلاسيكو الكندي

### الهدافين
| المرتبة | اللاعب            | النادي        | بلد      | هدف |
| ------- | ----------------- | ------------- | -------- | --- |
| 1       | سيرجيو كامارغو    | نادي كافالري  | كولومبيا | 3   |
| 2       | جوردن براون       | نادي كافالري  | إنجلترا  | 2   |
| 3       | جوزيه إيسكالانت   | نادي كافالري  | هندوراس  | 1   |
| 3       | نيكولاس ليدكيروود | نادي كافالري  | كندا     | 1   |
| 3       | إيستون أونغارو    | نادي إدمونتون | كندا     | 1   |
| 3       | نيكو باسكوتي      | نادي كافالري  | كندا     | 1   |

### المراتب في الدوري الكندي
نادي كافالري   نادي إدمونتون
| # | 2019   | 2019   | 2019     |
| # | الربيع | الخريف | النهائيت |
| - | ------ | ------ | -------- |
| 1 | 1      | 1      |          |
| 2 |        |        |          |
| 3 | 3      |        |          |
| 4 |        |        |          |
| 5 |        |        |          |
| 6 |        | 6      |          |
| 7 |        |        |          |